# Фреснелова сочива
Фреснелова сочива је врста композитних компактних сочива које је првобитно развио француски физичар Огустен-Жан Фреснел (1788—1827) за светионике. Названи су "изумом који је спасао милион бродова".
Дизајн омогућава конструкцију сочива великог отвора и кратке жижне даљине без масе и запремине материјала који би били потребни објективу конвенционалног дизајна. Фреснелова сочива могу бити много тања од упоредивих уобичајених сочива. Фреснелова сочива могу да ухвате више косог светла из извора светлости, омогућавајући тако да светлост опремљена са светионика буде видљива на већој удаљености.

## Историја
Идеја о стварању тањих и лакших сочива у облику низа степенaтих прстенастенова  често се приписује Жорж Луи Леклерк, гроф Буфон. Док је Буфон предложио брушење таквог сочива од једног стакла,  Маркиз де Кондорсет (1743–1794) је предложио да се направи сочиво са одвојеним прстенима монтираним у оквир. Француски физичар и инжењер Огустен-Жан Фреснел  је заслужан за развој вишеделног сочива за употребу у светионицима. Према часопису Смитсонијан, прва Фреснелова сочива коришћена су 1823. године у Корданском светионику на ушћу Гиронде; његова светлост могла се видети са удаљености од 32 км. Шкотском физичару Сeр Дејвиду Брустеру је приписано да је убедио Уједињено Краљевство да усвоји ова сочива у својим светионицима.

## Опис
Фреснелова сочива смањује потребну количину материјала у поређењу с конвенционалним сочивима дељењем сочива у скуп концентричних прстенастих пресека. Идеална Фреснелова сочива имала би бесконачан број пресека. У сваком одељку, укупна дебљина се смањује у односу на еквивалентно једноставно сочиво. Ово ефикасно дели непрекидну површину стандардног сочива на скуп површина исте закривљености, са постепеним дисконтинуитетима између њих.
У неким сочивима закривљене површине се замењују равним површинама, са различитим углом у сваком делу. Таква сочива могу се сматрати низом призми распоређених кружно, са стрмијим призмама на ивицама и равним или благо конвексним средиштем. У првим (и највећим) Фреснеловим сочивима, сваки одељак је заправо био засебна призма. Касније су произведена „једноделна“ Фреснелова сочива која су коришћена за аутомобилска предња светла, кочнице, паркинг и ретровизоре и слично. У модерно доба рачунарско контролисана глодалица (ЦНЦ) може се користити за производњу сложенијих сочива.
Дизајн сочива Фреснел омогућава знатно смањење дебљине (а тиме и масе и запремине материјала), на рачун смањења квалитета слике сочива, због чега прецизне апликације за снимање слике, као што су фотографије, и даље користе већа конвенционална сочива.
Фреснелова сочива обично су направљене од стакла или пластике; њихова величина варира од великих (стари историјски светионици, величина од метра) до средњих (помагала за читање књига, пројектори ОХП прегледача) до малих (ТЛР / СЛР екрани фотоапарата, микрооптика). У многим случајевима су врло танки и равни, готово флексибилни, дебљине у опсегу од 1 до 5 мм.
Модерна Фреснелова сочива обично се састоје од рефракцијских елемената. Међутим, многи светионици имају и рефракцијске и рефлектирајуће елементе, као што је приказано на фотографијама и дијаграму. Односно, спољни елементи су одсеци рефлектора, док су унутрашњи елементи рефракциона сочива. Тотални унутрашњи одраз се често користио да се избегне губитак светлости у рефлексији од сребрног огледала.

### Величина сочива за светионике
Светионик Cape Meares има Фреснелова сочива првог реда.
Фреснел је произвео шест величина сочива за светионике, подељених у четири реда на основу њихове величине и жижне даљине. У савременој употреби, они се класификују као први до шести ред. Касније је додата средња величина 3 1⁄2 између трећег и четвртог реда, као и величине изнад првог и испод шестог реда.
Сочиво првог реда има жижну даљину од 920 мм  и максимални пречник од 2590 мм. Комплетна конструкција је висока око 3,7 м и широка 1,8 м. Најмање сочиво шестог реда има жижну даљину од 150 мм  и  пречник од 433 мм
.
Највећа Фреснелова сочива називају се хиперзрачујућа Фреснелова сочива. Једно такво сочиво било је на располагању када је одлучено да се изгради и опреми светионик Makapuu Point Light на Хавајима. Уместо да се наручи ново сочиво, коришћена је огромна оптичка конструкција, висока 3,7 метара са преко хиљаду призми. 
| Величина сочива за светионике за поруџбину                                          |                   |            |             |                  |
| Ред сочива за поруџбину                                                             | Жижна даљина (mm) | Висина (m) | Тежина (Kg) | Изграђенo комада |
| Осми ред*                                                                           | 75-70             | 0.083      | 6           | ?                |
| Седми ред*                                                                          | 140-100           | 0.165      | 15          | 54               |
| Шести ред                                                                           | 150               | 0.433      | 26 do 220   | 635              |
| Пети ред                                                                            | 187.5             | 0.541      | 265 do 441  | 580              |
| Четврти ред                                                                         | 250               | 0.722      | 441 do 661  | 889              |
| 3 1⁄2 ред*                                                                          | 375               | 1.09       | 1.200       | 25               |
| Тречи ред                                                                           | 500               | 1.576      | 1.984       | 384              |
| Други ред                                                                           | 700               | 2.069      | 3.527       | 261              |
| Први ред                                                                            | 920               | 2.59       | 12.787      | 467              |
| Средње зрачујућа*                                                                   | 1125              | 3.20       | 15.636      | 2                |
| Хипер зрачујућа*                                                                    | 1330              | 3.76       | 18.485      | 29               |
| * Ове величине су развијене крајем 1800-их и биле су проширење Фреснеловог дизајна. |                   |            |             |                  |
| Сочива седмог и осмог реда коришћена су готово искључиво у Шкотској и Канади.       |                   |            |             |                  |

- Сочиво првог реда
- Сочиво првог реда - лево
- Сочиво првог реда (Martha's Vineyard Museum)
- Сочиво четвртог реда - изблиза
- Сочиво трећег реда (St. Simons Island Light)
- Сочиво четвртог реда (Sekizaki Lighthouse, Јапан)
- Сочиво четвртог реда (Nobska Light)
- Сочиво четвртог реда (Cape Espichel Lighthouse, Португалија)

## Врсте сочива
Постоје две главне врсте Фреснелових сочива: за снимање и неснимање. За снимање Фреснелова сочива користе сегменте са закривљеним пресецима и стварају оштре слике, док сочива која немају слике имају сегменте с равним пресеком и не стварају оштре слике. Како се број сегмената повећава, две врсте сочива постају сличније једна другој. У апстрактном случају бесконачног броја сегмената нестаје разлика између закривљених и равних сегмената.

### Обрада слике
Сферно
Сферна Фреснелова сочива еквивалентна су једноставним сферним сочивима, користећи сегменте у облику прстена који су сваки део сфере, који све фокусирају на једну тачку. Ова врста сочива даје оштру слику, иако не тако јасну као еквивалентна једноставна сферна сочива због дифракције на ивицама гребена.
Цилиндрично
Цилиндрична Фреснелова сочива еквивалентна је једноставном цилиндричном сочиву, користећи равне сегменте са кружним пресеком, фокусирајући светло у једној линији. Ова врста даје оштру слику, иако не тако јасну као еквивалентна једноставна цилиндрична сочива због дифракције на ивицама гребена.

### Без слике
Место
Фреснелово сочиво без слике користи сегменте у облику прстена са пресецима који су равне линије, а не кружни лукови. Таква сочива могу да фокусирају светло на мало место, али не стварају оштру слику. Ова сочива имају примену у соларном напајању, као што је фокусирање сунчеве светлости на соларни панел. Фреснелова сочива могу се користити као компоненте Кохлерове осветљавајуће оптике што резултира врло ефикасном оптиком која не садржи слику Фреснел-Кохлер (ФК) соларни концентратори..
Линеарно
Линеарно Фреснелово сочиво без слике користи равне сегменте чији су пресеци равне линије, а не лукови. Ова сочива фокусирају светло у уски опсег. Они не стварају оштру слику, али се могу користити у соларној енергији, као што је фокусирање сунчеве светлости на цеви, за загревање воде унутар: Архивирано на веб-сајту  (11. децембар 2013).

## Коришћење сочива

### Визуелни приказ
Фреснелова сочива користе се као једноставне ручне лупе. Такође се користе за исправљање неколико видних поремећаја, укључујући поремећаје моторике ока као што је страбизам. Фреснелова сочива коришћена су за повећање визуелне величине ЦРТ дисплеја на џепним телевизорима, посебно на Синцлаир ТВ80. Такође се користе и на семафорима.
Фреснелова сочива користе се на европским камионима који возе десном коловозном траком када улазе у Велику Британију и Републику Ирску (и обрнуто, ирским и британским камионима који возе левом коловозном траком када улазе у континенталну Европу) да би се превазишли слепи угао који возач има када управља камионом и седи на супротној страни кабине у односу на страну пута на којој се налази аутомобил. Причвршћују се на прозор сувозача.
Мултифокална Фреснелова сочива такође се користе као део идентификационих камера мрежнице, где пружају више слика у фокусу и ван фокуса циља фиксације унутар камере. За готово све кориснике, бар једна од слика биће у фокусу, омогућавајући тако исправно поравнање очију.
Фреснелова сочива такође се користе у пољу популарне забаве. Британски рок уметник Петер Габриел искористио их је у својим раним соло изведбама да повећа величину главе, за разлику од остатка тела, за драматичан и комичан ефекат. У филму Тери Гилиам. У Бразилу пластични Фреснелови екрани изгледају као лупе за мале ЦРТ мониторе који се користе у канцеларијама Министарства за информације. Међутим, повремено се појављују између глумаца и камере, изобличујући обим и композицију сцене, на шаљив ефекат. Пикаров филм Вал Е има Фреснелово сочиво у сценама у којима протагониста гледа мјузикл Хело, Доли! увећан на Аиподу

#### Фотографија
Канон и Никон користили су Фреснел сочива за смањење величине телеобјектива. Фотографска сочива која укључују Фреснелове елементе могу бити много краћа од одговарајућег дизајна објектива. Никон назива њихову технологију Фаза Фреснел.
Polaroid SX-70 камера је користила Фреснел рефлектор као део свог система за гледање.
Камере са великим и широким форматом могу да користе Фреснел сочива у комбинацији са основним стаклом како би повећале уочену светлину слике која се пројектовала на сочиво и тако помогла у подешавању фокуса и композиције.

### Осветљавање
Висококвалитетна стаклена Фреснелова сочива коришћена су у светионицима, где су се сматрали најсавременијим крајем 19. и средином 20. века; већина светионика их је сада повукла из службе. Системи сочива Фигхнел свјетионика обично укључују додатне прстенасте призматичне елементе, распоређене у фацетираним куполама изнад и испод централног равнинског Фреснеловог елемента, како би се ухватила сва свјетлост емитована из извора свјетлости. Пут светлости кроз ове елементе може садржавати унутрашњи одраз, а не једноставно рефракцију у равнинском Фреснеловом елементу. Ова сочива су дизајнерима, грађевинарима и корисницима светионика пружила многе практичне користи. Између осталог, мања сочива би се могла уклопити у компактније просторе. Већи пренос светлости на већим растојањима и различити обрасци омогућавали су тријагулирање положаја.
Најраширенија употреба Фреснел сочива појавила у аутомобилским фаровима, где могу да обликују приближно паралелни сноп параболичног рефлектора да испуне захтеве за узорцима дугих и кратких светла, често оба у истој јединици предњих светла (као што је као европски дизајн Х4). Из разлога економичности, тежине и отпорности на ударце, новији аутомобили су дозирано коридтили стаклена Фреснелова сочива, користећи вишеструке рефлекторе са обичним поликарбонатним сочивима. Међутим, Фреснел сочива и даље се широко користе у аутомобилским задњим светлима.
Стаклена Фреснелова сочива такође се користе у светлосним инструментима за позориште и филмску расвету (види Фреснел фењер); такви се инструменти често називају Фреснел. Цео инструмент се састоји од металног кућишта, рефлектора, склопа лампе и Фреснел сочива. Многи Фреснелови инструменти омогућавају померање лампе у односу на фокусну тачку сочива, за повећање или смањење величине светлосног снопа. Као резултат, они су врло флексибилни и често могу да дају свтлосни сноп уски чак 7° или широки до 70°.
Фреснелова сочива корисна су у снимању филмова не само због своје способности фокусирања снопа јачег од уобичајеног сочива, већ и због тога што је светлост релативно конзистентног интензитета по целој ширини снопа светлости.
Оптички систем за слетање авиона на носач авиона америчке морнарице УСС Двигхт Д. Еисенховер. Авиопревозници и морнаричке ваздушне станице обично користе Фреснелове леће у својим оптичким системима слетања. Светло  помаже пилоту у одржавању правилног нагиба понирања за слетање. У центру су јантарне и црвене лампице састављене од Фреснелових сочива. Иако су светла увек упаљена, угао сочива са становишта пилота одређује боју и положај видљиве светлости. Ако се црвена светла појаве изнад зелене хоризонталне траке, пилот је превисок. Ако се црвена светла појаве испод зелене хоризонталне траке, пилот је пренизак, а ако се виде само црвена светла, пилот је веома ниско.

### Пројекција
Употреба Фреснелових сочива за пројекцију слике смањује квалитет слике, тако да она имају тенденцију да се јављају само тамо где квалитет није критичан или где би већина чврстих сочива била недовољнa. Јефтина Фреснелова сочива могу се  обликовати од провидне пластике и користе се у графоскопима и пројекцијским телевизорима.
Фреснелова сочива различите жаришне дужине (један колиматор и један сакупљач) користе се у комерцијалној и уради сам пројекцији. Колиматорска сочива има нижу жаришну дуљину и поставља се ближе извору светлости, а колекционарска сочива, која фокусира светлост у троструко сочиво, постављају се након пројекционе слике (активни матрични ЛЦД панел у ЛЦД пројекторима). Фреснелове леће такође се користе као колиматори у графоскопима.

### Соларна енергија
Пошто се пластична Фреснелова сочива могу бити направљена већа од стаклених сочива, а такође су и много јефтинија и лакша, користе се за концентрисање сунчеве светлости за грејање у соларним шпоретима, соларним ковачницама и у соларним колекторима који се користе за грејање воде за кућну употребу. Такође се могу користити за производњу паре или за погон Стирлинговог мотора.
Фреснелова сочива могу да концентришу сунчеву светлост на соларне ћелије у омјеру скоро 500: 1. То омогућава смањењу активне површине соларних ћелија, смањујући трошкове и омогућава употребу ефикаснијих ћелија које би иначе биле прескупе.  Почетком 21. века Фреснелови рефлектори су се почели користити за концентрирање соларних електрана (ЦСП) за концентрирање соларне енергије.
Фреснелова сочива могу се користити за синтеровање песка, омогућавајући 3Д штампање у чаши.

### Виртуелна реалност
Многе ВР слушалице користе Фреснел сочива, попут Оцулус Рифта и ХТЦ Вивеа како би се лакше фокусирале на екране.

## Произвођачи Фреснел сочива, компаније Томас Таг
Многе компаније су биле укључене у развој и усавршавање Фреснел сочива. Неки су испоручили само стакло за сочива, било у грубом облику, било у ливено и полирано. Остале компаније саставиле су стаклене елементе и обавиле завршне радове на елементима сочива. Друге компаније су произвеле и стакло и готова сочива.